# Původ světa
Původ světa (francouzsky L'Origine du monde) je realistická olejomalba francouzského malíře Gustava Courbeta z roku 1866 s filozofickým podtextem. V současnosti visí v Musée d'Orsay v Paříži (olej na plátně, 55x46 cm).

## Námět obrazu
Obraz poskytuje detailní pohled na vulvu nahé ženy, která leží na posteli s roztaženýma nohama. Genitálie žen jsou objektem sexuálních tužeb a zároveň místem, ze kterého se rodí děti a spatřují poprvé svět. Autor díla tedy považuje ženské genitálie za místo původu světa obývaného myslícími lidmi (monde), zatímco existence Země (terre) jako planety není na lidské reprodukci závislá. Pohled na vulvu je volen tak, že není vidět zbytek těla, pouze břicho a část jednoho prsu s eregovanou bradavkou. 

## Totožnost modelky

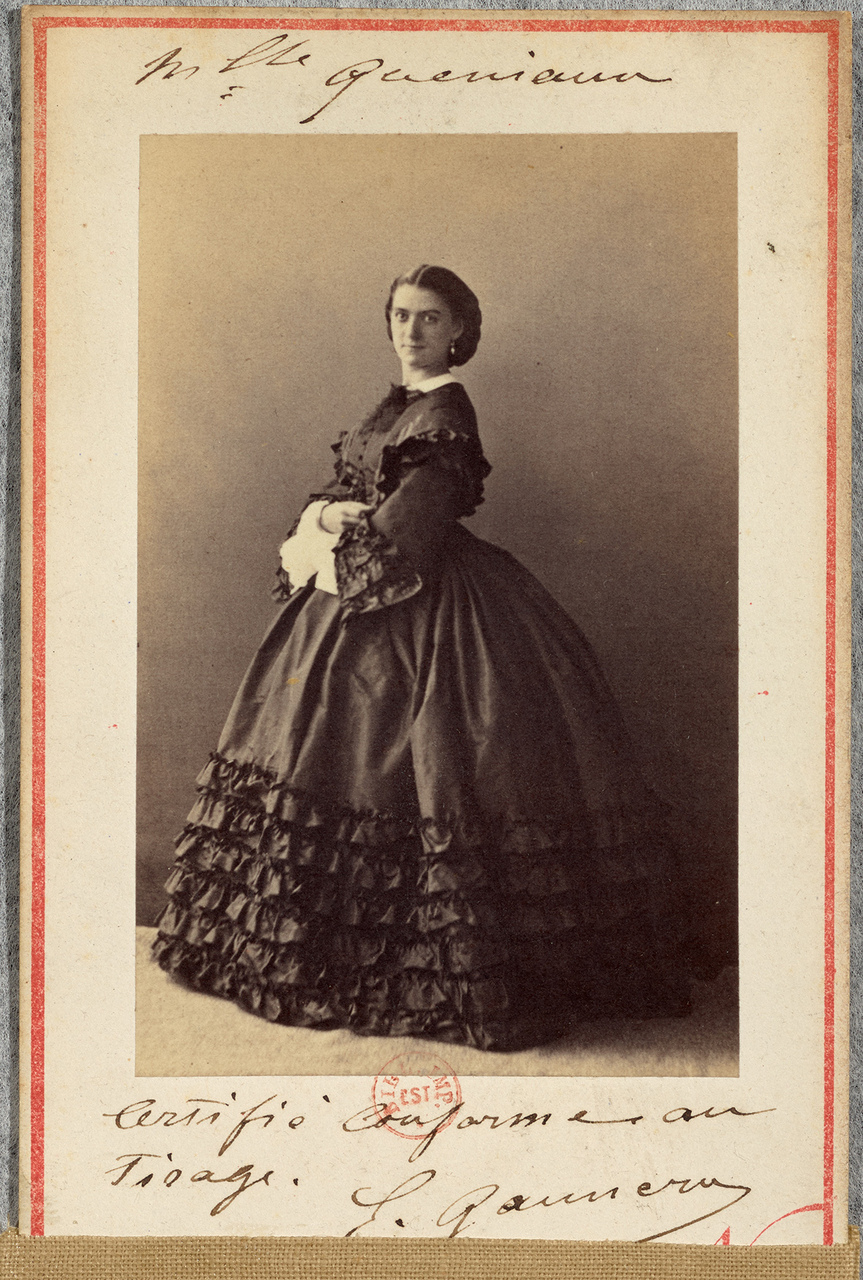
Tanečnice pařížské Opery Constance Quéniaux, milenka tureckého diplomata Khalil-Beye. Autor fotografie: Nadar.

O totožnosti modelky, jejíž tělo je na obraze znázorněno, se dodnes spekuluje. Jednou ze dvou pravděpodobných kandidátek je rusovlasá Irka Joanna Hiffernan, která byla častou Corbetovou modelkou, avšak milenkou jeho přítele, amerického malíře Jamese Whistlera. Druhou kandidátkou, jejíž jméno v této souvislosti vyslovil Alexandre Dumas mladší, je tanečnice pařížské Opery Constance Quéniaux, která byla milenkou tureckého diplomata jménem Khalil-Bey.

## Historie obrazu
Courbet namaloval obraz na objednávku tureckého diplomata Khalil-Beye, který jej pak zařadil do své soukromé sbírky erotických obrazů. Tuto sbírku Khalil-Bey po svém bankrotu prodal a roku 1868 se dostala k obchodníkovi se starožitnostmi jménem Antoine de la Narde. Roku 1910 obraz koupil maďarský sběratel židovského původu, baron  Ferenc von Hatvany, který jej (jako emigrant) vlastnil až do konce druhé světové války. Posledním známým majitelem obrazu před jeho zmizením byl psychoanalytik Jacques Lacan, který jej koupil v roce 1955. Po jeho smrti v roce 1981 byl obraz nezvěstný, až byl koupen v dražbě a dostal se roku 1995 do Musée d'Orsay v Paříži.
Obraz vyvolal mnoho polemik, byl označován za pornografii. Realistické podání ženských genitálií vyvolává prudké reakce veřejnosti dodnes, jeden strážce v Musée d'Orsay je proto pověřen jen hlídáním tohoto obrazu.